# Nice Girl?
Nice Girl? (bra: Noiva por um Dia) é um filme musical estadunidense de 1941 dirigido por William A. Seiter e estrelado por Deanna Durbin, Franchot Tone, Walter Brennan, Robert Stack e Robert Benchley. O filme é baseado na peça de mesmo nome de Phyllis Duganne.

## Elenco
- Deanna Durbin como Jane Dana
- Franchot Tone como Richard Calvert
- Walter Brennan como Hector Titus
- Robert Stack como Don Webb
- Robert Benchley como Prof. Oliver Dana
- Helen Broderick como Cora Foster
- Ann Gillis como Nancy Dana
- Anne Gwynne como Sylvia Dana
- Elisabeth Risdon como Martha Peasley
- Nana Bryant como Mary Peasley
- Georgie Billings como Pinky Greene
- Tommy Kelly como Ken Atkins
- Marcia Mae Jones como Girl
- Riley Hill (creditado como Roy Harris) como Doug
- James Finlayson (participação)

## Recepção
No Rotten Tomatoes, o filme detém um índice de 67% de aprovação por parte do público, com uma nota média de 3,9 de 5.